# Пуцитис, Улдис
Улдис Пуцитис (латыш. Uldis Pūcītis; 15 апреля 1937 — 14 декабря 2000) — советский и латвийский актёр театра и кино. Заслуженный артист Латвийской ССР (1983).

## Биография
Родился 15 апреля 1937 года в Ранкской волости Цесисского уезда Латвии.
Окончил актёрское отделение театрального факультета Латвийской государственной консерватории им. Я. Витола (1960). После учёбы работал в Лиепайском драматическом театре (1960—1962). В 1962—1964 и 1973—1988 годах актёр Молодёжного театра (Рижского ТЮЗа им. Ленинского комсомола). В 1964—1973 и с 1988 года на сцене театра Дайлес (Художественного театра им. Я. Райниса).
Отображал в ролях образ романтического героя, таков в его исполнении Лачплесис из пьесы Райниса «Огонь и ночь». Играл в классических пьесах: Генрика Ибсена («Пер Гюнт») и А. П. Чехова («Иванов»). Всесоюзную известность приобрёл после роли Эдгара в фильме режиссёра Леонида Лейманиса «Эдгар и Кристина» по произведениям Рудольфа Блауманиса.
Умер в Риге от инфаркта, похоронен на Лесном кладбище.

## Фильмография
- 1958 — Чужая в посёлке — рыбак
- 1963 — Домик в дюнах — эпизод
- 1963 — Укротители велосипедов — милиционер
- 1964 — До осени далеко — Робис
- 1965 — «Тобаго» меняет курс — Галениекс
- 1965 — Заговор послов — Хикс
- 1966 — Эдгар и Кристина — Эдгар
- 1967 — Дышите глубже — Цезарь Калниньш
- 1967 — Часы капитана Энрико — профессор
- 1967 — Я всё помню, Ричард — Альфонс
- 1968 — Когда дождь и ветер стучат в окно — Пакрастынь
- 1968 — Ребёнок — немец
- 1968 — Утро долгого дня — Янис Крастс
- 1968 — Шестое июля — Мартин Лацис
- 1968 — Эксперимент доктора Абста — Глюк
- 1970 — Риск — Марек
- 1970 — Белая земля — Иоганн Риттер
- 1971 — Тростниковый лес — Степс
- 1973 — Сойти на берег — Рейн
- 1973 — Чинара — эпизод
- 1974 — Рождённая революцией (Серия 1: Трудная осень, Серия 5: Шесть дней) — Степан Петрович Сергеев (озвучил Павел Морозенко)
- 1974 — Свет в конце тоннеля — Янис Крастыньш
- 1974 — Сибирский дед — Строд
- 1975 — Долгие вёрсты войны — фельдфебель Гросс
- 1975 — Ключи от рая — Янис Крастыньш
- 1976 — Мастер — Роберт
- 1976 — По волчьему следу — чекист
- 1977 — Быть лишним — Петакс
- 1977 — Отблеск в воде — Маркалнс
- 1978 — Отряд особого назначения — Вильгельм Штромм
- 1979 — Время выбрало нас — Рихтер
- 1979 — Отель «У погибшего альпиниста» — инспектор Петер Глебски
- 1980 — Братья Рико — Марко Феличе
- 1980 — От Буга до Вислы — Крейн
- 1980 — Пожелай мне нелётной погоды — Стуканс
- 1981 — На грани веков — староста
- 1982 — Личная жизнь Деда Мороза — вахтёр
- 1983 — Краткое наставление в любви — Вейш
- 1987 — Стечение обстоятельств — сосед с собакой
- 1988 — Государственная граница. (Фильм 7: «Соленый ветер») — генерал Грей
- 1989 — Латыши?!
- 1990 — Майя и Пайя — отец
- 1990 — Семья Зитаров — эпизод
- 1994 — Фигуры
- 2000 — Страшное лето — Петерис

## Семья
- Жена — Поселёнова Ирина Яковлевна (1942—2019)
- Дочь — Милена Гулбе (род. 1967), актриса театра и кино
- Внук — Эрнест Гулбис, профессиональный спортсмен-теннисист